# 加州大学伯克利分校法学院

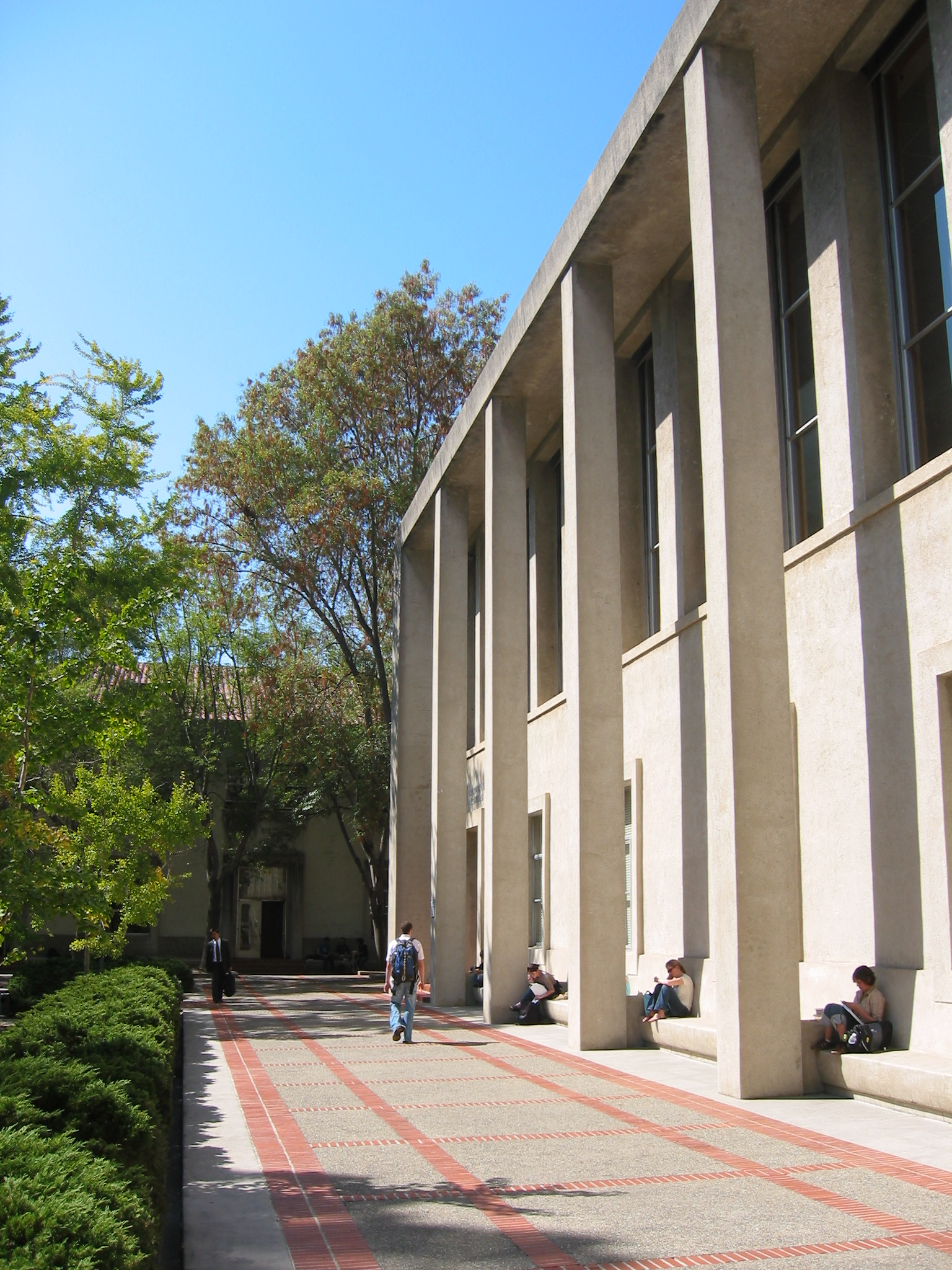
法学院大楼

加州大学伯克利分校法学院（University of California, Berkeley, School of Law）是一所自1894年起在美国加州伯克利创设的法学院，附属于加州大学伯克利分校。
该学院在《美国新闻与世界报道》的法学院排名里被评为第9名。该学院是加州大学系统中五所法学院之一。
伯克利常年来被认为拥有世界上最好的知识产权法项目，同时拥有极其优秀的环境法，经济法，以及国际法项目。加州伯克利法学院也是世界上最难被录取的法学院之一，其录取率只比耶鲁跟斯坦福高。學院出版物有《生態法季刊》、《伯克利刑法學期刊》等。

## 外部連結
- 官方网站

37°52′11″N 122°15′12″W / 37.86986°N 122.25339°W